# Anselm Raskop
Anselm Raskop (* 12. Dezember 1697 in Großlittgen-Himmerod; † 16. Dezember 1751 ebenda) war ein deutscher Zisterzienser-Abt.

## Leben
Anselm Raskop, ein Neffe des 45. Abtes des Klosters Himmerod, Robert Bootz, legte am 14. Januar 1720 die Profess ab; am 25. Mai 1720 wurde er zum Subdiakon und am 20. September 1721 zum Diakon geweiht. Nach der Priesterweihe am 13. März 1723 und der Primiz am 2. April 1723 diente er von 1730 bis 1750 (ab 1731 unter seinem Vorgängerabt Leopold Camp) als Cellerar. In dieser Funktion kümmerte er sich um die wirtschaftlichen Belange des Klosters und war auch verantwortlich, als es um den Neubau der Abteikirche ging. Bei der Abtswahl am 25. Oktober 1750 wurde Raskop in Anwesenheit des Abtes Augustin Mengelberg vom Kloster Heisterbach im ersten Wahlgang zum 48. Abt des Klosters Himmerod gewählt. Die  Benediktion erfolgte am 23. Mai 1751 durch Weihbischof Johann Nikolaus von Hontheim in Trier. Als Abt war ihm nur eine äußerst kurze Amtszeit beschieden, in der er noch die neue barocke Abteikirche am 10. Oktober 1751 einweihen konnte, bevor er am 16. Dezember 1751 im Alter von 54 Jahren starb.